# Beretta
Beretta (auch Fabbrica d’Armi Pietro Beretta, italienisch „Waffenfabrik Pietro Beretta“) mit Sitz in Gardone Val Trompia ist einer der größten italienischen Hersteller von Handfeuerwaffen.
Das Unternehmen produziert Kurz- und Langwaffen für die private, polizeiliche und militärische Verwendung.

## Geschichte

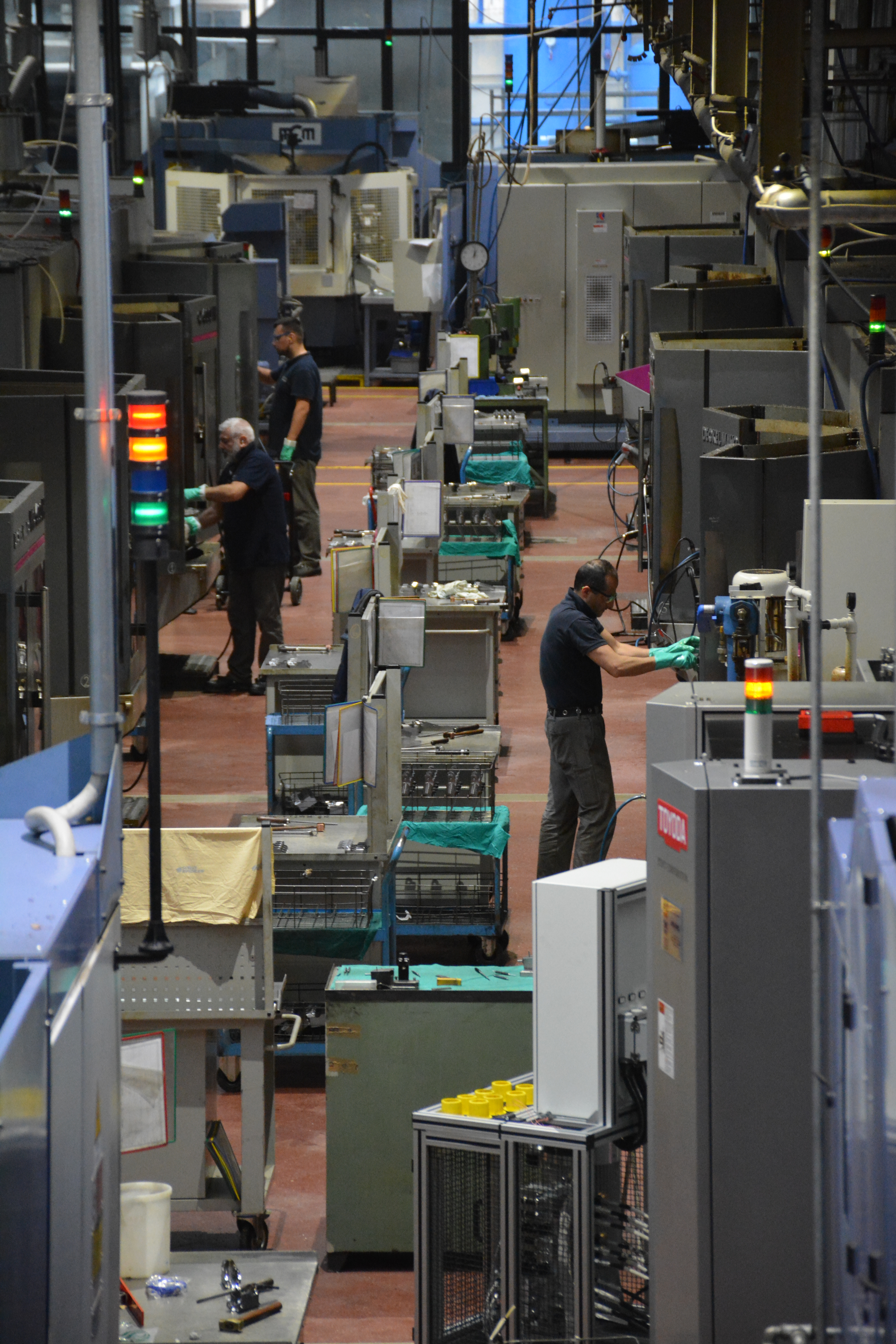
Produktionsbereich in einer Beretta-Fabrik

Die Firma Beretta wurde im Jahr 1526 das erste Mal urkundlich erwähnt, als der lombardische Büchsenmacher Bartolomeo Beretta einen großen Auftrag über Arkebusenläufe für das städtische Arsenal von Venedig erhielt. Damit ist Beretta das älteste Rüstungsunternehmen der Welt. Seit fast einem halben Jahrtausend ist das Unternehmen im Besitz derselben Familie, heutiger Unternehmensführer ist Ugo Gussalli Beretta, ein Nachkomme Bartolomeo Berettas, zusammen mit seinem Sohn Pietro Gussalli Beretta.
Seit 2000 sind Sako und Tikka Tochtergesellschaften der Beretta-Holding. Beretta fertigt Schusswaffen für Zivilpersonen (Jäger und Sportschützen) und ist Hersteller der Ordonnanzwaffen vieler Behörden und Armeen.
Mit dem Rückkauf eines Minderheitenanteils von einem belgischen Partner im Jahr 1996 hat Pietro Gussalli Beretta die Umstrukturierung des Konzerns begonnen, der seitdem Präsident und Geschäftsführer des Mutterunternehmens Beretta Holding ist.
Im März 2022 wurde bekannt, dass Beretta, unter Vorbehalt der regulatorischen Genehmigungen, RUAG Ammotec übernehmen will.

## Bekannte Waffen
Eines von Berettas bekanntesten Waffenmodellen ist die Beretta 92FS 9 mm Parabellum, (auch bekannt als M9). Sie ist die offizielle Dienstpistole vieler großer Streitkräfte, besonders der US-Armee, die sie 1985 unter der Bezeichnung M9 einführte (wo sie inzwischen durch die SIG Sauer M17 ersetzt wurde). Die erfolgreiche Teilnahme an der Ausschreibung über eine 9-mm-Ordonnanz-Seitenwaffe brachte Beretta einen Auftrag über mehr als eine halbe Million Stück ein. Aufgrund ihrer Bekanntheit wird sie oft als Requisit in US-amerikanischen Actionfilmen genutzt.
Die Manufaktur stellt auch exklusive Jagdgewehre her, wie das S010 oder die Bockflinte S09, die mit aufwändigen Gravuren zu Stückpreisen ab ca. 60.000 Euro erhältlich sind.

## Messer
Unter dem Namen und Logo Beretta sind auch in Japan gefertigte Messer unterschiedlicher Ausführung erhältlich.

## Produktliste

### Pistolen

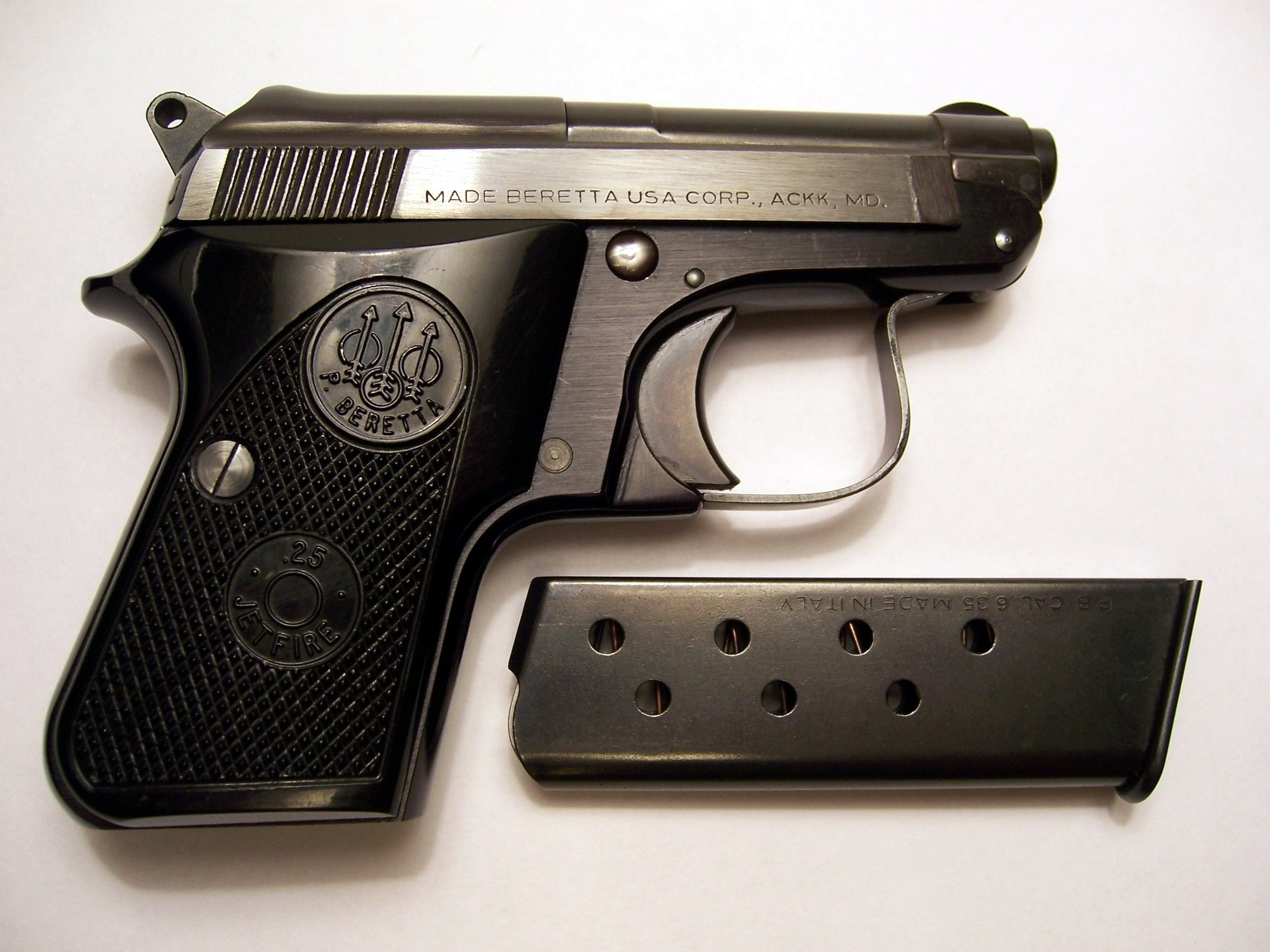
Beretta 950 Jetfire

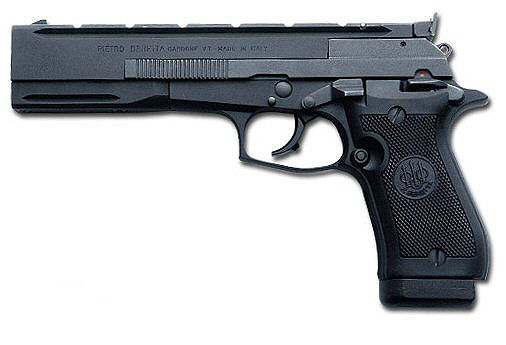
Beretta 87 Target

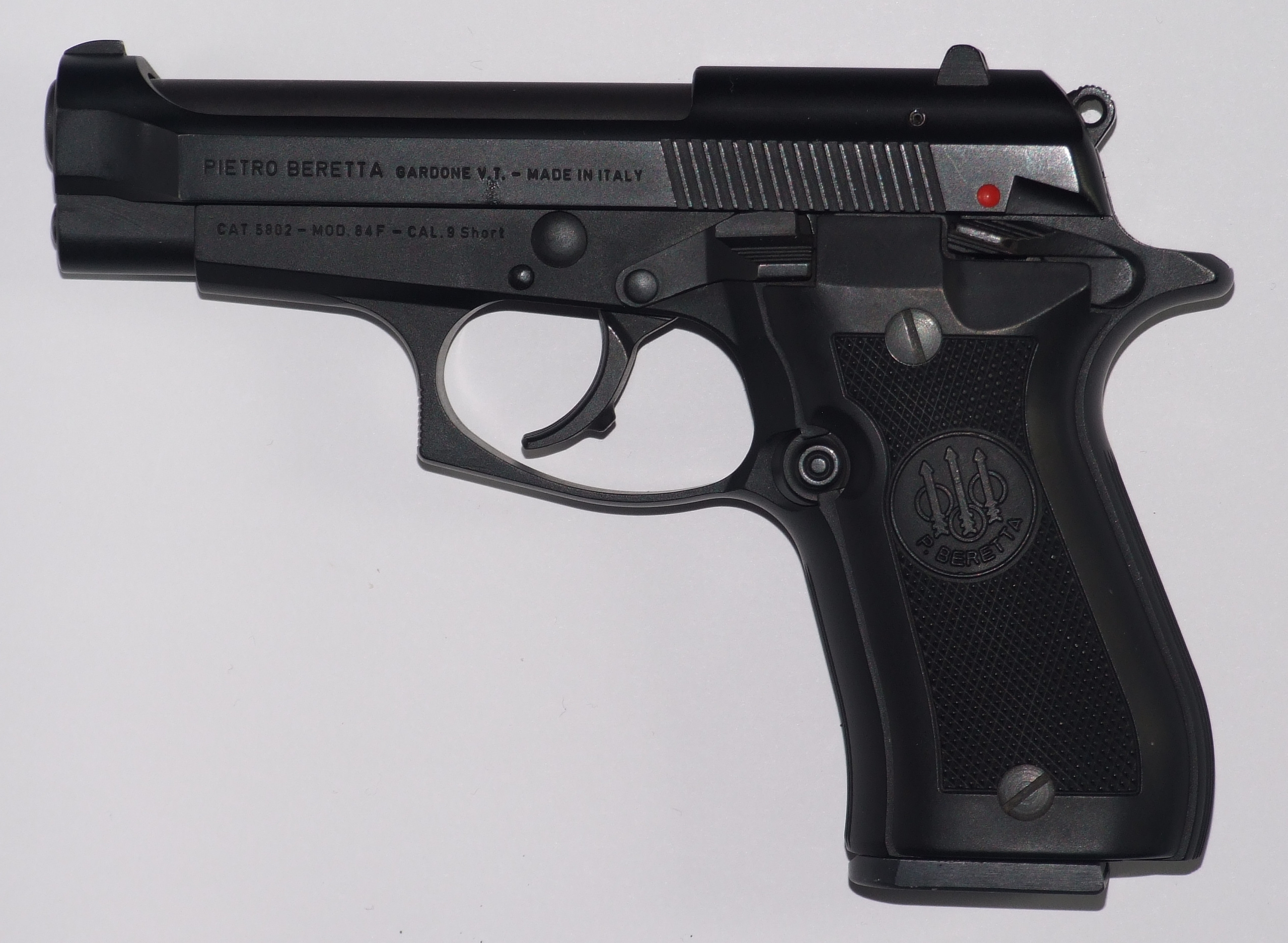
Beretta 84F

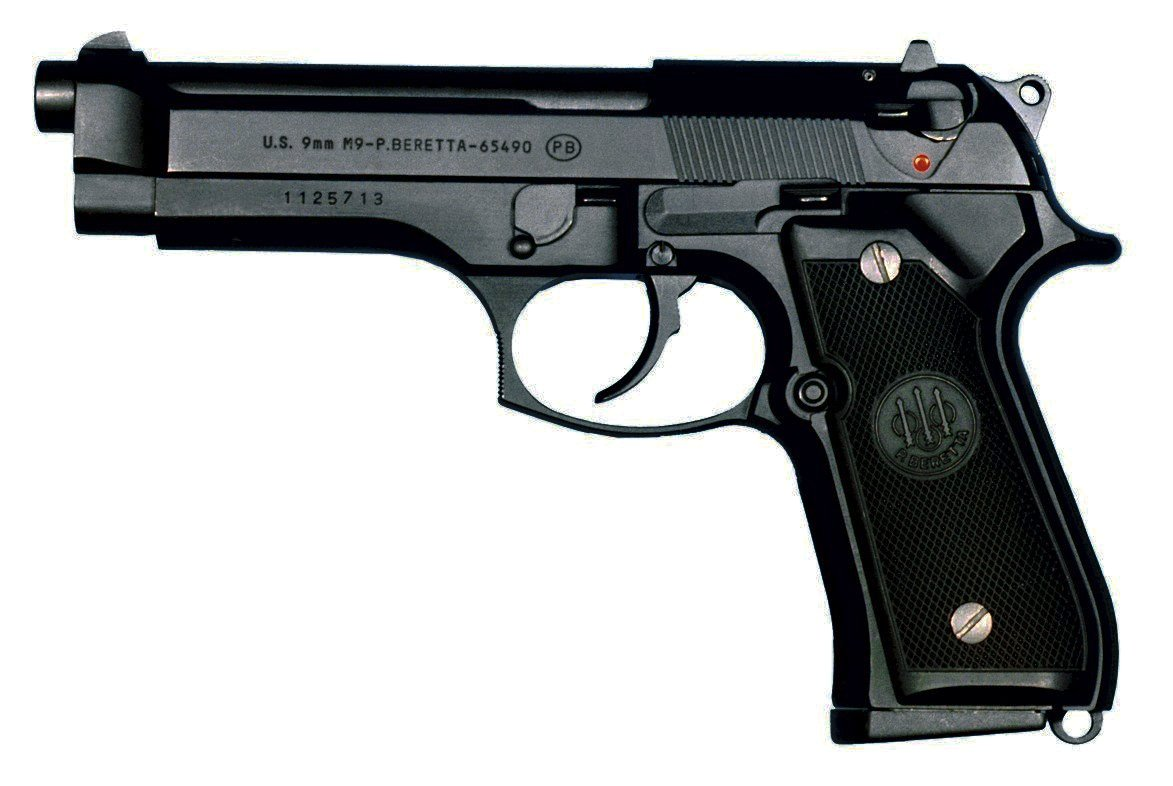
Beretta 92

- Beretta APX
- Beretta M1915
- Beretta M1934 (M1935)
- Beretta M951
- Beretta 21 Bobcat
- Beretta 3032 Tomcat
- Beretta 70
- Beretta 80
- Beretta 92
- Beretta 96
- Beretta Px4 Storm
- Beretta 90-TWO Models
- Beretta 93R
- Beretta 950 Jetfire
- Beretta U22 Neos
- Beretta 418
- Beretta 8000
- Beretta 9000
- Beretta Stampede
- Beretta Laramie

### Maschinenpistolen
- Beretta M1918
- Beretta M1938
- Beretta M3
- Beretta M12

### Gewehre

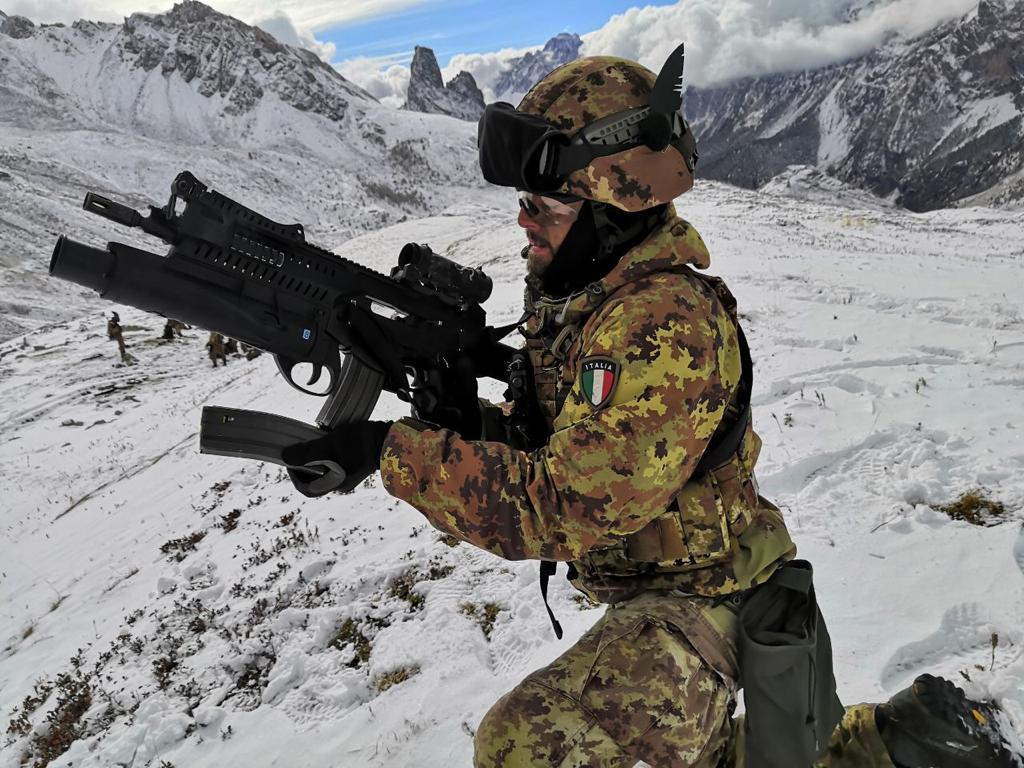
Beretta ARX-160

Büchsen
- Beretta 1201FP
- Beretta BM-59
- Beretta AR70 (AR70/90)
- Beretta SCP 70/90
- Beretta ARX-160
- Beretta Cx4 Storm
- Beretta Rx4 Storm
- Beretta BRX-1

Flinten 
- Beretta AL391
- Beretta DT10
- Beretta DT11
- Beretta 682
- Beretta 686
- Beretta 687
- Beretta 690
- Beretta Silver Pigeon
- Beretta SO4
- Beretta SO5
- Beretta SO6
- Beretta SO9
- Beretta SO10

## Maschinengewehre

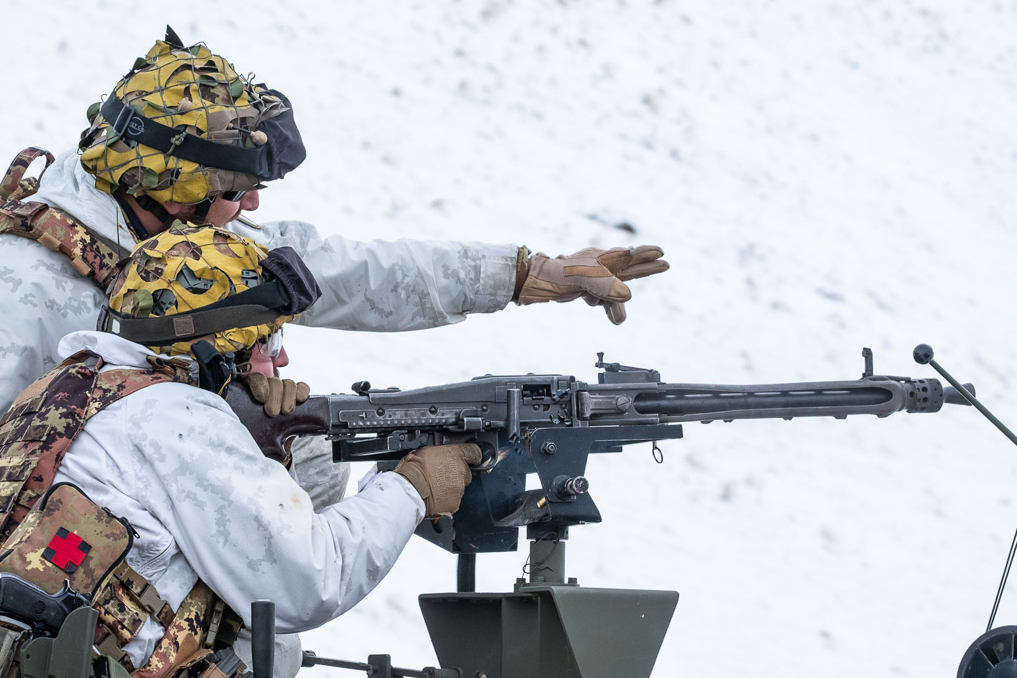
Beretta MG 42/59

- Beretta MG 42/59

## CO2-Waffen
- PX4 Storm
- A-9000 S
- 92 FS
- Elite 2 Set
- Skif A-3000

## Bekleidung und Zubehör

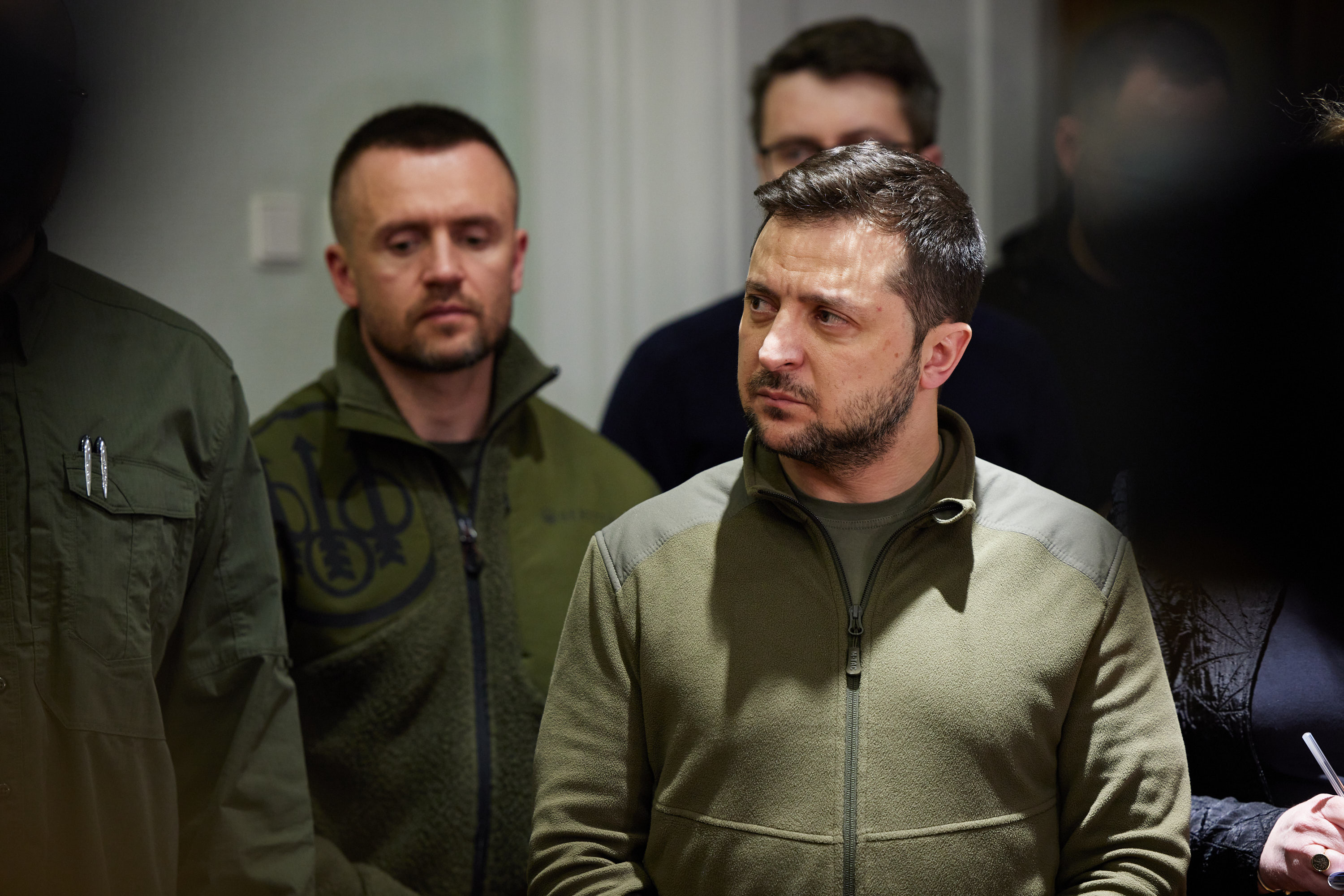
Jagdbekleidung von Beretta bei internationalem Staatsbesuch (erster Besuch ausländischer Staatsführer in Kiew nach dem Überfall Russlands auf die Ukraine, 15. März 2022): Der Chef der Leibwache von Wolodymyr Selenskyj trägt eine Fleecejacke mit großem „Trident“, dem Logo von Beretta

Seit über zwei Jahrzehnten besitzt das Unternehmen auch eine Bekleidungs-und-Zubehör-Sparte und agiert damit unter anderem in den Marktbereichen Jagdbekleidung, Schießen und Outdoor. Beretta Clothing & Accessories deckt dabei neben dem Bereich Forschung und Entwicklung auch das Produktmarketing, die Lieferkette und die Handelslogistik ab und ist darüber hinaus auch für den Handel und Vertrieb sowie für den internationalen Kundenservice zuständig. Seit 2018 wurde der Vertrieb der Bekleidungs-und-Zubehör-Sparte in Europa von der Arbeit mit klassischen Vertriebshändlern umgestellt in Richtung Direktvertrieb mit spezialisiertem Verkaufspersonal, das vom Firmensitz von Beretta in Gardone aus geführt wird. Laut einem Interview mit der Vertriebs- und Lieferkettenmanagerin von Beretta Clothing & Accessories, Alessandra Grolla, und der Leiterin der Abteilung Entwicklung & Marketing für Outdoor, Bekleidung und Zubehör für den zivilen Markt, Elena Vismara, nimmt der Anteil der Bekleidungs-und-Zubehör-Sparte am Gesamtumsatz des ursprünglich metallverarbeitenden Unternehmens Fabbrica d’armi Beretta kontinuierlich zu und lag 2023 bei rund 10 Prozent. Den Anteil des Online-Verkaufs in Italien schätzen Grolla und Vismara auf rund 30 Prozent des Gesamtergebnisses von Beretta Clothing & Accessories ein. Die Abteilung Design und Entwicklung und die Werkstätten zur Modellierung der Kleidungsstücke sitzen in Italien, während die Produktion vorwiegend in fernöstlichen Staaten erfolgt und nur bei ausgewählten Produktlinien in Italien oder Europa verbleibt, wie etwa der Schuhbereich, die an englische Mode anlehnende St. James-Kollektion und die an historische Safari-Kleidung erinnernde Serengeti-Linie.